# Col de Khunjerab
Le col de Khunjerab (chinois simplifié : 红其拉甫山口 ; chinois traditionnel : 紅其拉甫山口 ; pinyin : hóngqílāfǔ shānkŏu) est un col frontalier entre la région du Xinjiang en Chine et le nord du Pakistan. Situé dans les montagnes du Karakoram, son altitude est de 4 693 mètres.
Le col de Khunjerab fait partie des points de passages frontaliers ouverts les plus élevés au monde et le plus haut point sur la route du Karakorum. La route qui traverse le col a été achevée en 1982.

## Frontière

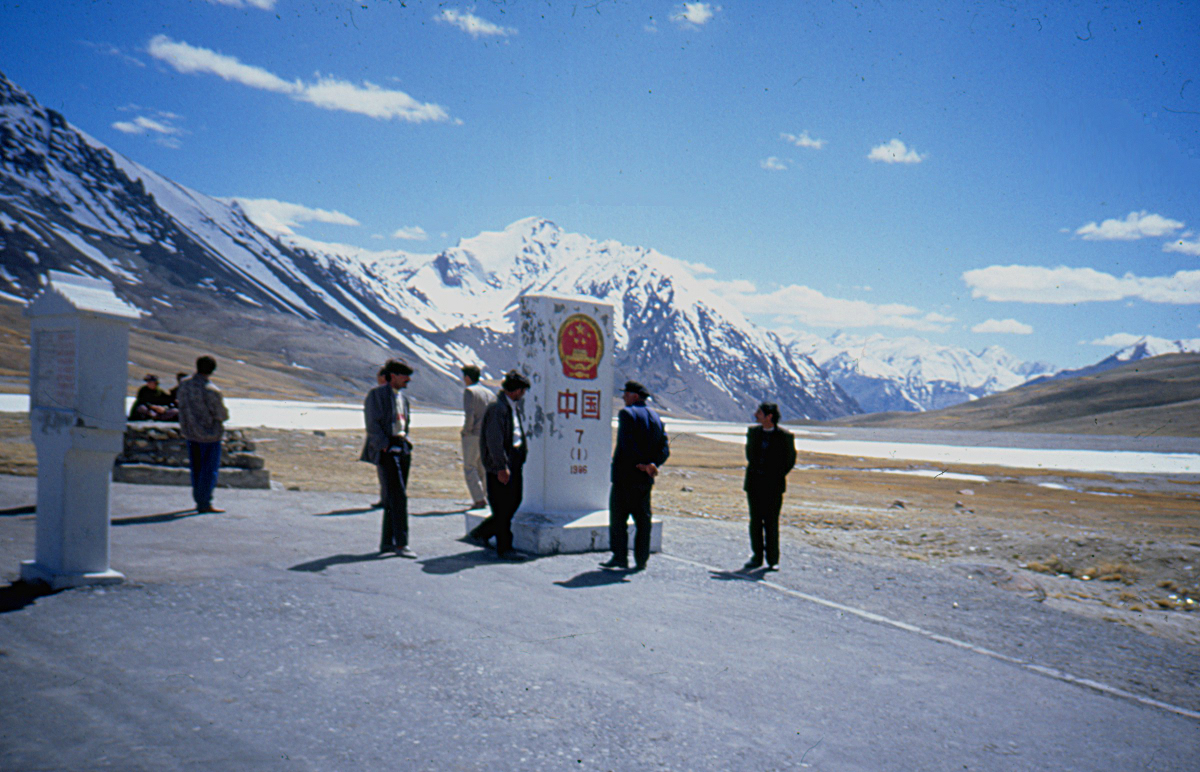
Frontière sino-pakistanaise au col de Khunjerab.

Du côté pakistanais, le col est situé à 125 km de Sust, 270 km de Gilgit et 870 km d'Islamabad. Il y a un avant-poste de sécurité à Dih, et un poste de douane et d'immigration, près de Sust. Du côté chinois, le col est situé à 130 km de Taxkorgan, 420 km de Kashgar et près de 1 890 km de Urumqi. Le port chinois de l'entrée[pas clair] est situé à un kilomètre des montagnes du Xian autonome tadjik de Taxkorgan.
Les deux côtés du col possèdent de très faibles pourcentages de pente.
Le col est souvent recouvert de neige pendant l'hiver et est fermé du 30 novembre au 1er mai.
Des yaks domestiques et des dzos (un croisement entre yak et vache) vivent dans les pâturages du côté chinois. Ils peuvent être observés depuis la route durant le mois de mai. Du côté pakistanais, la route traverse durant environ 50 km le vaste parc national de Khunjerab avant d'atteindre le poste de sécurité de Dih.
Depuis le 1er juin 2006, il y a un service de transport par autobus quotidiens à travers la frontière à partir de Gilgit, à Kachgar en Chine.

## Position stratégique
Le col est une position stratégique entre la région autonome pakistanaise du Gilgit-Baltistan (anciennement connu sous le nom des Territoires du Nord et qui fit partie du Cachemire) et la région autonome du Xinjiang de la république populaire de Chine.

## Chemin de fer
En 2007, une étude de la construction d'un chemin de fer à travers le col pour relier la Chine avec les transports pakistanais des territoires administrés par le nord du Cachemire a été lancée.